# 弁解録取手続
弁解録取手続（べんかいろくしゅてつづき、英: Pleading Procedure）とは、刑事訴訟法203条1項に基づいて、逮捕の理由となった事実の要旨と弁護人依頼権を教示し、被疑者に弁解の機会を与える手続きを指す。
被疑者が逮捕された直後に作成が始められるのが、「弁解録取書」（通称：弁録）であり、この弁解録取書は刑事事件の容疑に対して被疑者の弁明が録取される。犯罪捜査規範130条1項で、司法警察員は「弁解の機会を与え、その結果を弁解録取書に記載すること」（同項3号）と規定し、同規範134条で「被疑者の弁解を録取するに当って、その供述が犯罪事実の核心に触れる等弁解の範囲外にわたると認められるときは、弁解録取書に記載することなく、被疑者供述調書を作成しなければならない」と規定している。
この趣旨は、検察官作成の弁解録取書でも同様と解されている。
上記からも明らかなように、弁解録取手続は、あくまでも被疑者から被疑事実についての弁解を聴くだけであり、弁解録取書の内容は、必然的に被疑事実についての被疑者の弁解ということになる。
弁解録取書に記載されるのは、「自分の犯行に間違いない」「自分はやっていない」といった被疑事実の認否が中心となり、犯罪事実の核心に触れる内容については弁解録取書には記載されないが、最高裁は弁解録取書も署名押印等の一定の要件を満たせば証拠になるとしている。
同法301条の2により、裁判員裁判対象事件および検察官の独自捜査事件に際しての弁解録取手続は、原則として取調の録音・録画が義務づけられている。
なお、弁解録取書が作成されるのは被疑者の逮捕を伴う身柄事件のときに限られ、逮捕を伴わずに在宅のままで捜査を進める在宅事件の場合は、弁解録取書は作成されない。